# Servicio Extremeño Público de Empleo
El Servicio Extremeño Público de Empleo (SEXPE) es el organismo de la Junta de Extremadura encargado de poner en conexión la oferta y la demanda de trabajo, facilitar el apoyo de los desempleados en la búsqueda de empleo, así como poner en marcha los planes de inserción laboral y de apoyo al empleo.
El organismo se rige por la Ley 7/2001, de 14 de junio, de creación del organismo y por el Decreto 231/2001, de 25 de julio, por el que se aprueban sus Estatutos.
Está estructurado en los siguientes  órganos directivos:
- Dirección-Gerencia
  - Gerencia Provincial de Badajoz
  - Gerencia Provincial de Cáceres
- Secretaría General
  - Servicio de Recursos Humanos
  - Servicio de Gestión Económica y Contratación
  - Servicio de Régimen Jurídico y Sanciones
  - Servicio de Gestión de la Formación para el Empleo
  - Servicio de Planificación, Asuntos Generales y Recursos Informáticos
- Dirección General de Calidad en el Empleo
  - Servicio de Fomento del Empleo
  - Servicio de Programas Innovadores de Empleo
- Dirección General de Planificación y Evaluación de las Políticas Activas de Empleo
  - Servicio de Orientación e Intermediación
  - Servicio de Economía Social y Autoempleo
  - Servicio de Evaluación